# Joël Biard
Pour les articles homonymes, voir Biard (homonymie).
Joël Biard est un philosophe français né le 9 octobre 1952 à Cognac (Charente).

## Biographie
Ancien élève de l'École normale supérieure de Saint-Cloud, agrégé de philosophie et docteur ès lettres. Directeur de recherche au CNRS à la fin des années 1980 puis professeur à l'université de Tours et au Centre d'études supérieures de la Renaissance, Joël Biard concentre ses recherches autour de la philosophie et des sciences au Moyen Âge et à la Renaissance.
Plus particulièrement spécialiste de Guillaume d'Ockham, ses travaux se situent en philosophie du langage, de la connaissance et de la nature (étude de la philosophie naturelle de Jean Buridan).
En 2008, il est nommé membre senior de l'Institut universitaire de France, et reconduit pour 5 ans en 2013.

## Principaux ouvrages
- Traduction (avec introduction et notes) de Guillaume d’Ockham, Somme de logique, 1re partie, Édit. TER, Mauvezin, 1988.
- Réédition, revue et corrigée, Mauvezin, 1993.
- Logique et Théorie du signe au XIVe siècle, Vrin, Paris, 1989.
- Participation à l’ouvrage collectif Introduction à la lecture de la Science de la logique de Hegel, 3 volumes, Paris, 1981-1987.
- Traduction (avec introduction et notes) de Jean Buridan, Sophismes, Vrin, Paris, 1993.
- Traduction (avec introduction et notes) de Guillaume d’Ockham, Somme de logique, 2e partie, Édit. TER, Mauvezin, 1996.
- Guillaume d’Ockham. Logique et philosophie, collection “Philosophies”, Paris, PUF, 1997.
- Guillaume d’Ockham et la théologie, “Initiations au Moyen Âge”, Paris, Éditions du Cerf, 1999.
- Guglielmo d’Ockahm e la teologia, “Eredita medievale”, Jacabook, Milano, 2000, 118 p.
- Édition critique et introduction, avec G. Federici Vescovini, de Blaise de Parme, Questions sur les traités logiques, Paris, Vrin, 2001, 420 p.
- Traduction, avec la collaboration de Christophe Grellard et Kim Sang Ong-Van-Cung, de Guillaume d’Ockham, Somme de logique, III, 1er volume, TER, Mauvezin, 2003.